# Pärnu jõe
Pärnu jõe este o arie protejată (arie specială de conservare — SAC, sit de importanță comunitară — SCI) din Estonia întinsă pe o suprafață de 859,9 ha, integral pe uscat.

## Localizare
Centrul sitului Pärnu jõe este situat la coordonatele 58°31′18″N 24°52′19″E / 58.5218°N 24.8719°E.

## Înființare
Situl Pärnu jõe a fost declarat sit de importanță comunitară în aprilie 2004 pentru a proteja 5 specii de animale. Situl a fost protejat și ca arie specială de conservare în noiembrie 2010.

## Biodiversitate
Situată în ecoregiunea boreală, aria protejată conține 3 habitate naturale: Cursuri de apă de la nivel de câmpie la nivel montan, cu vegetație Ranunculion fluitantis și Callitricho-Batrachion, Pajiști aluvionare boreale nordice, Pajiști din zone de pădure fino-scandinave.
La baza desemnării sitului se află mai multe specii protejate:
- nevertebrate (1): Unio crassus
- pești (4): zvârluga (Cobitis taenia), zglăvoacă (Cottus gobio), Lampetra fluviatilis, somonul (Salmo salar)